# Aurel Hețco
Aurel Hețco (n. 24 februarie 1884, Bozânta Mare, comitatul Sălaj, Regatul Ungariei – d. 1967, Cluj-Napoca, RSR) a fost un deputat în Marea Adunare Națională de la Alba Iulia, organismul legislativ reprezentativ al „tuturor românilor din Transilvania, Banat și Țara Ungurească”, cel care a adoptat hotărârea privind Unirea Transilvaniei cu România, la 1 decembrie 1918.

## Viața
A terminat Facultatea de Drept de la Cluj. A avut un rol principal în organizarea Gărzilor Naționale Române din orașul Jibou și localitățile din jur.

## Activitate politică
După Unire a devenit primul prim pretor român al plășii Jibou și a fost ales ca președinte al centralei Cluj a Asociației foștilor luptători din Gărzile Naționale Române din Ardeal și Banat.